# شییووویک (بلا پالانکا)
شییووویک (به صربی: Šljivovik) یک منطقهٔ مسکونی در صربستان است که در بلا پالانکا واقع شده‌است. شییووویک ۲۶۳ نفر جمعیت دارد.